# 拉肯貝格山
47°52′53″N 13°20′46″E / 47.881490°N 13.346196°E
拉肯貝格山（德語：Lackenberg），是奧地利的山峰，位於該國北部，由上奧地利州負責管轄，屬於薩爾茲卡默古特山脈的一部分，處於蒙德塞附近，距離蒙德塞貝格山1.9公里，海拔高度925米。